# Гаюм, Момун Абдул
Момун Абдул Гаюм (мальд. މައުމޫނު އަބްދުލް ގައްޔޫމް; род. 29 декабря 1937; Мале, Мальдивы) — мальдивский политический и государственный деятель; президент Мальдивской Республики в течение 30 лет с 11 ноября 1978 до 11 ноября 2008 года.

## Деятельность
Неоднократно арестовывался за критику предыдущего президента страны Ибрагима Насира. С 29 марта 1977 года — министр транспорта. В 1978 году избран вместо Насира президентом Мальдив парламентом, после чего одобрен на всенародном референдуме. С тех пор переизбирался ещё пять раз. В 2007 году организовал и выиграл референдум по вопросу введения в стране прямых президентских выборов. До 1 сентября 2004 года был также министром обороны и финансов страны.
Критиковался за диктаторские методы управления и пытки диссидентов. Одним из его проектов было развитие туристического бизнеса, для чего нужно было переселить рыбаков на крупные и густонаселённые острова. Этот проект наткнулся на сопротивление населения. После землетрясения 2004 года власть, под предлогом опасности некоторых островов для проживания, воспользовалась ситуацией для реализации своих планов. Люди могли получить жильё и помощь государства только если соглашались переселиться.
В октябре 2008 года проиграл во втором туре президентских выборов кандидату от оппозиции Мохамеду Нашиду.
В дальнейшем его единокровный брат Абдулла Ямин был избран президентом Мальдивской республики (2012—2018).
В 2018 году Гаюм был арестован по обвинению в заговоре с целью свержения правительства в ходе политического кризиса 2018 года и приговорён к 19 месяцам тюремного заключения за препятствование правосудию после отказа сотрудничать с полицией и судебными органами. В сентябре 2018 года он был помещён под домашний арест из-за проблем со здоровьем, но был освобождён под залог в том же месяце. Он был оправдан по всем обвинениям в октябре 2018 года.

## Награды
- Шри-Ланка Митра Вибхушана (13 февраля 2008 года, Шри-Ланка)[3]